# 김가희 (배우)
김가희(1992년 6월 2일 ~ )은 대한민국의 배우이다.

## 학력
- 인천작동초등학교
- 명신여자고등학교[1]
- 성공회대학교

## 출연 작품

### 영화
- 2012년 《점프샷》 ... 김가희 역
- 2013년 《집》 ... 상희 역
- 2014년 《수상한 그녀》 ... 정류장 여고생3 역
- 2017년 《꿈의 제인》 ... 은조 역
- 2017년 《처녀 비행》 ... 김가희 역
- 2018년 《박화영》 ... 박화영 역
- 2020년 《도영씨》 ... 도영 역
- 2021년 《세자매》 ... 보미 역

### 드라마
- 2019년, JTBC 《열여덟의 순간》 ... 문찬열 역
- 2020년, tvN 《슬기로운 의사생활》 ... 빈이 역
- 2020년, 네이버TV 《좋아요가 밥 먹여줍니다》 ... 김민지 PD 역
- 2021년, JTBC 《날아올라라, 나비》 ... 수리 역
- 2023년, MBC 《연인》 … 유화 역
- 2023년, 넷플릭스 《마스크걸》 … 유상순 역

## 수상 및 후보
| 연도 | 시상식                       | 부문            | 작품   | 결과 |
| ---- | ---------------------------- | --------------- | ------ | ---- |
| 2018 | 제38회 한국영화평론가협회상  | 신인여우상      | 박화영 | 수상 |
| 2018 | 제19회 올해의 여성영화인상   | 신인상          | 박화영 | 수상 |
| 2018 | 제7회 대한민국 베스트 스타상 | 독립영화 스타상 | 박화영 | 수상 |
| 2019 | 제24회 춘사영화제            | 신인여우상      | 박화영 | 후보 |

1. ↑  https://www.womennews.co.kr/news/articleView.html?idxno=183751